# アライヴ!
『アライヴ!』（Alive!) は、アメリカ合衆国のジャズ・ギタリスト、グラント・グリーンのアルバムで、1970年にニュージャージー州ニューアークのクリシェ・ラウンジ (Cliche Lounge) における演奏を録音し、ブルーノート・レコードからリリースされた。このアルバムは、グリーンにとって最初の公式ライブ・アルバムであった。1993年にリイシューされたCDには、ボーナス・トラックが3曲収録された。

## 評価
| 専門評論家によるレビュー  | 専門評論家によるレビュー |
| レビュー・スコア          | レビュー・スコア         |
| 出典                      | 評価                     |
| ------------------------- | ------------------------ |
| Allmusic                  | [ 2 ]                    |
| The Penguin Guide to Jazz | [ 3 ]                    |

オールミュージックのレビューで、スティーヴ・ヒューイ (Steve Huey) は、このアルバムに星4つを付け、「『アライヴ!』は、グリーンがそのキャリアの後半において録音した最もハードなファンクLPであり ... ここにあるのはグリーンがファンク野郎として最も確信的かつ終始一貫してやっていたことであり、1970年代初め以降の彼のアルバムのほとんど全てには、アシッド・ジャズとビート・サンプリング・ジャンキーたちのための価値ある素材が多少なりとも見出されるが、『アライヴ!』はおそらく最初に手をつけるのに最適の作品であろう」と述べた。
『The Penguin Guide to Jazz』のレビューでリチャード・クックとブライアン・モートンは、「ブルーノートが、熱心にもっと早い持期から、グラントを自然なセッティングで録音しなかったのは、驚きである。ニューアークのクリシェ・ラウンジにおける本作は、彼がレーベルに残したほとんど最高の録音であり、燃えるような、汗まみれの、命名の由来となった商品に多少なりとも依存したこのクラブに相応しい出来である」と述べている。

## トラックリスト
1. レット・ザ・ミュージック・テイク・ユア・マインド / Let the Music Take Your Mind（クール&ザ・ギャング、Gene Redd）- 8:42
2. タイム・トゥ・リメンバー / Time To Remember（ニール・クリーク（英語版））- 11:19
3. バンド・イントロダクション / Band introduction by Buddy Green - 0:32
4. スーキー・スーキー / Sookie, Sookie（ドン・コヴェイ、スティーヴ・クロッパー）- 11:10
5. ダウン・ヒア・オン・ザ・グラウンド / Down Here on the Ground（ゲイル・ガーネット（英語版）、ラロ・シフリン）- 6:45

 CDリイシュー盤におけるボーナス・トラック
1. ヘイ、ウエスタン・ユニオン・マン / Hey, Western Union Man（ジェリー・バトラー、ケニー・ギャンブル、レオン・ハフ）- 7:46
2. イッツ・ユア・シング / It's Your Thing（ロナルド・アイズレー、オケリー・アイズレー、ルドルフ・アイズレー）- 9:17
3. 処女航海 / Maiden Voyage（ハービー・ハンコック）- 10:58

## パーソネル
- グラント・グリーン - ギター（英語版）
- クロード・バーティー (Claude Bartee) - テナー・サクソフォーン
- ウィリー・ビヴェンス (Willie Bivens) - ヴィブラフォン
- ニール・クリーク (tracks 2 & 5)、ロニー・フォスター（英語版） (tracks 1, 4 & 6-8) - オルガン
- アイドリス・ムハマッド（英語版） - ドラムス
- ジョセフ・アームストロング (Joseph Armstrong) - コンガ
- バディ・グリーン (Buddy Green) - アナウンサー